# Agamemnon Dandanache
Agamemnon Dandanache, prezentat ca Agamiță Dandanache, este un personaj din piesa O scrisoare pierdută a dramaturgului român Ion Luca Caragiale.
Caracterizat de dramaturg ca fiind „mai prost decât Farfuridi și mai canalie decât Cațavencu”, Dandanache este tipul politicianului lipsit de orice scrupule. El este trimis de partidul de guvernământ în „provincie”, adică de la „centru”, pentru a culege laurii victoriei aranjate a unor alegeri locale falsificate.